# Konstancja Portugalska
Konstancja, port. Constança (ur. 3 stycznia 1290 w Santarém, zm. 18 listopada 1313 w Sahagún) – portugalska infantka, córka króla Dionizego I i jego żony królowej Izabeli Aragońskiej, królowa Kastylii i Leónu poprzez małżeństwo z królem Ferdynandem IV.
Układ podpisany 15 września 1291 roku pomiędzy ojcem Konstancji królem Portugalii Dionizym I a królem Kastylii i Leónu Sanchem IV ustanowił zaręczyny pomiędzy niespełna 20-miesięczną Konstancją a 6-letnim następcą tronu królestwa Kastylii i Leónu Ferdynandem. W październiku 1295 roku regentka Maria de Molina (sprawująca władzę w imieniu małoletniego Ferdynanda) przybyła do Ciudad Rodrigo na spotkanie z Dionizym I, podczas którego wśród omawianych kwestii była data ślubu Konstancji i Ferdynanda, których małżeństwo miało służyć wzmocnieniu relacji między dwoma królestwami. Zobowiązanie do zawarcia tego małżeństwa zostało jeszcze potwierdzone w traktacie z 12 września 1297 roku. W styczniu 1302 roku w Valladolid zostało zawarte małżeństwo pomiędzy Konstancją a Ferdynandem.
Konstancja urodziła Ferdynandowi troje dzieci:
- Eleonorę (1307–1359), żonę Alfonsa IV Łagodnego
- Konstancję (1308–1310)
- Alfonsa XI (1311–1350)[1].